# Drugi rząd Jüriego Ratasa

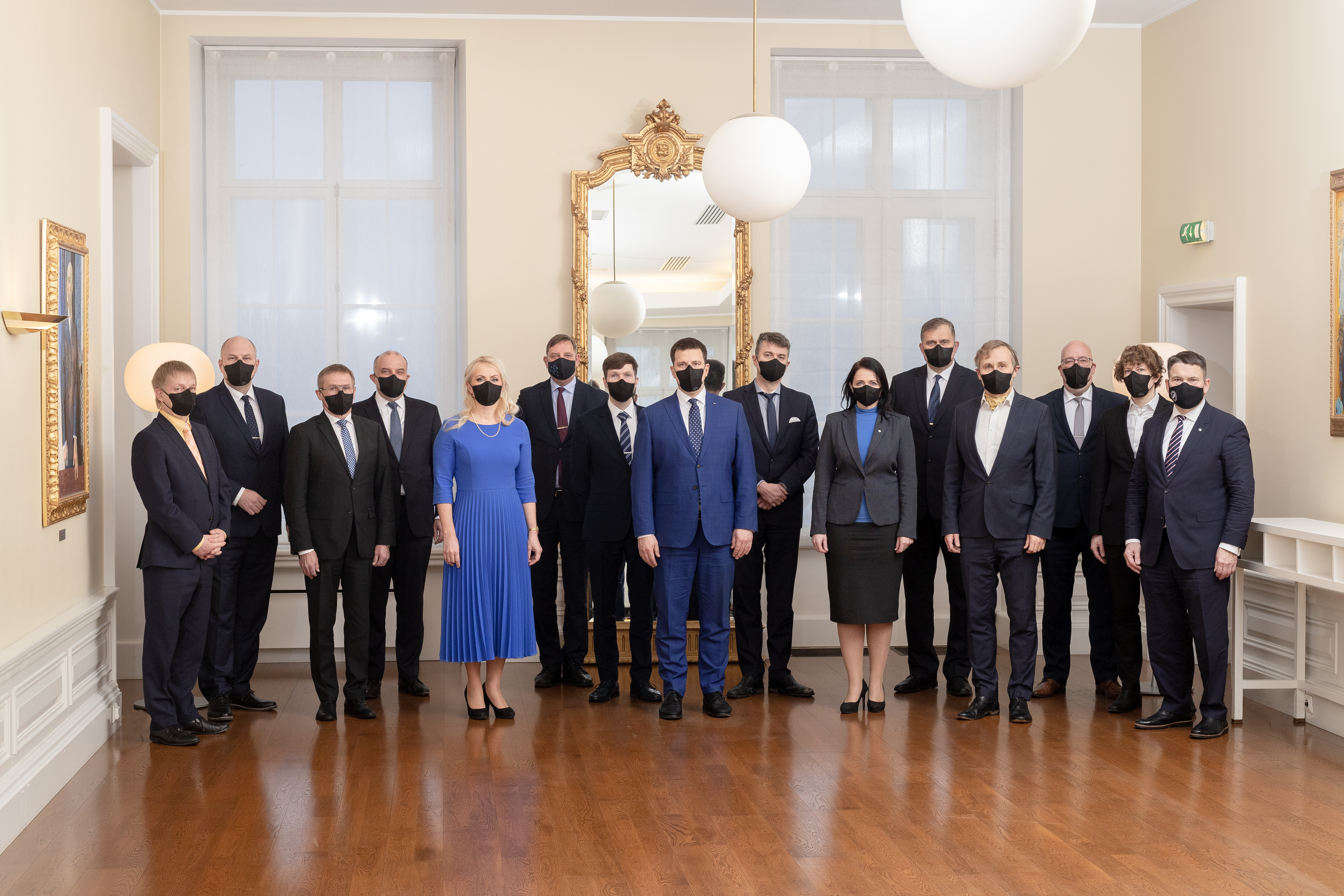
50 gabinet Estonii

Drugi rząd Jüriego Ratasa – rząd Republiki Estońskiej funkcjonujący od 29 kwietnia 2019 do 26 stycznia 2021.
Gabinet powstał po wyborach parlamentarnych z 3 marca 2019. Najwięcej mandatów uzyskała w nich Estońska Partia Reform. Główne rozmowy koalicyjne przeprowadziły jednak Estońska Partia Centrum (KE) premiera Jüriego Ratasa, współrządząca centroprawicowa Isamaa i opozycyjna dotąd narodowo-konserwatywna Estońska Konserwatywna Partia Ludowa (EKRE). 8 kwietnia ugrupowania te oficjalnie podpisały umowę koalicyjną. 17 kwietnia Riigikogu powierzyło liderowi centrystów misję utworzenia nowego rządu.
24 kwietnia prezydent Kersti Kaljulaid dokonała powołania ministrów tego gabinetu, który rozpoczął urzędowanie po zaprzysiężeniu 29 kwietnia 2019.

## Skład rządu
| Stanowisko                                                 | Minister                           | Partia | Partia |
| ---------------------------------------------------------- | ---------------------------------- | ------ | ------ |
| Premier                                                    | Jüri Ratas                         |        | KE     |
| Minister edukacji i badań                                  | Mailis Reps                        |        | KE     |
| Minister gospodarki i infrastruktury                       | Taavi Aas                          |        | KE     |
| Minister rolnictwa                                         | Mart Järvik                        |        | EKRE   |
| Minister spraw regionalnych                                | Jaak Aab                           |        | KE     |
| Minister środowiska                                        | Rene Kokk                          |        | EKRE   |
| Minister finansów                                          | Martin Helme                       |        | EKRE   |
| Minister obrony                                            | Jüri Luik                          |        | Isamaa |
| Minister spraw społecznych                                 | Tanel Kiik                         |        | KE     |
| Minister sprawiedliwości                                   | Raivo Aeg                          |        | Isamaa |
| Minister spraw zagranicznych                               | Urmas Reinsalu                     |        | Isamaa |
| Minister ds. demografii                                    | Riina Solman                       |        | Isamaa |
| Minister kultury                                           | Tõnis Lukas                        |        | Isamaa |
| Minister handlu zagranicznego i technologii informacyjnych | Marti Kuusik (do 30 kwietnia 2019) |        | EKRE   |
| Minister handlu zagranicznego i technologii informacyjnych | Kert Kingo (16 maja 2019 -)        | EKRE   |        |
| Minister spraw wewnętrznych                                | Mart Helme                         |        | EKRE   |

## Kontrowersje
- Przed zaprzysiężeniem nowego rządu Ratas spotkał się z krytyką za to, że w rządzie zasiadają tylko dwie kobiety, Mailis Reps z Partii Centrum i Riina Solman z Isamaa[6][7].
- 29 kwietnia 2019, przed oficjalną nominacją nowego gabinetu Kersti Kaljulaid, przemawiając w pałacu prezydenckim w Tallinie, wezwała polityków, aby przez sto dni powstrzymali się od nienawiści[8]. Prezydent Estonii wzięła udział w uroczystości zaprzysiężenia ubrana w bluzę sportową z napisem Sõna on vaba, co w tłumaczeniu na język polski oznacza słowo jest wolne[9][10]. Jak podaje estoński nadawca ERR, jest to odwołanie do kwestii wolności słowa, szczególnie związanych z wystąpieniami przedstawicieli EKRE, które przez niektórych zostały zrozumiane jako działania zmierzające w kierunku ograniczenia wolności prasy. Prezydent opuściła salę obrad przed złożeniem przysięgi przez Martiego Kuusika, reprezentanta Estońskiej Konserwatywnej Partii Ludowej, który według doniesień estońskich mediów miał stosować przemoc domową wobec swojej żony, a następnie nie złożyła gratulacji nowemu rządowi[11]. Przewodniczący parlamentu kilkukrotnie błędnie wymawiał nazwisko prezydent jako podobnie brzmiące Kaljurand (nazwisko polityk Partii Socjaldemokratycznej). Inną kontrowersją jest zachowanie najmłodszego członka Riigikogu, reprezentującego nacjonalistyczną EKRE, Ruubena Kaalepa, który już wcześniej był określany przez estońskie oraz zachodnie media jako neofaszysta i antysemita[12][13][14] wzniósł rękę w charakterystycznym geście, który jest symbolem białej supremacji[15][16][17].
- 30 kwietnia 2019 z parlamentu usunięte zostały flagi Unii Europejskiej, przeciwko czemu protestowała opozycja. Stało się to 29 kwietnia, decyzją przewodniczącego parlamentu Henna Põlluaasa z uczestniczącej w koalicji rządowej partii EKRE[18][19].
- Dzień po zaprzysiężeniu nowego rządu prezydent Estonii Kersti Kaljulaid na wniosek Jüriego Ratasa odwołała ze stanowiska ministra handlu zagranicznego i technologii informacyjnych Martiego Kuusika. Jüri Ratas nie podał przyczyny odwołania ministra, lecz, jak informują estońskie i zachodnie media, powodem odwołania mogło być podejrzenie o spowodowanie ciężkiego uszczerbku na zdrowiu, a mianowicie dwukrotne złamanie ręki małżonki[20][21].
- 3 maja 2019 minister spraw wewnętrznych Mart Helme nazwał prezydent Estonii, Kersti Kaljulaid rozedrganą emocjonalnie po tym, jak dała ona wyraz swojego sprzeciwu wobec desygnowania na członka rządu polityka oskarżonego o stosowanie przemocy domowej wobec swojej małżonki, Martiego Kuusika[22][23][24]. Jaak Aab, minister spraw regionalnych odpowiedział, że Helme nie zaatakował tylko Kaljulaid, lecz każdą kobietę w kraju[25].
- 9 maja 2019 minister spraw wewnętrznych Mart Helme wygłosił przemówienie, w którym stwierdził, że uważa, iż Rosja utrzymuje częściową kontrolę nad terytorium republiki. Helme powołał się przy tym na Traktat z Tartu, z 1920 roku, który Rosja traktuje jako dokument historyczny.
- 11 maja 2019 premier Jüri Ratas w wywiadzie dla Helsingin Sanomat zaznaczył, że jego rząd jest w 101% proeuropejski[26]. Martin Helme, minister finansów i przedstawiciel konserwatywnej EKRE stwierdził:

Ja, owszem, protestuję zawsze, gdy ktoś uważa czy utożsamia Europę z UE. To nie to samo. Jestem prawdziwym Europejczykiem. Jestem ochrzczony. Jestem konserwatystą. Jestem narodowcem. Taka Europa jest przynajmniej od 2000 lat, a UE jest lewicowym monstrum, które jest w rzeczy samej agresywnie wrogie w stosunku do tradycyjnych wartości europejskich.

- 15 maja 2019 wcześniej nazywany przez estońskie i zachodnie media neonazistą[28][29] Ruuben Kaalep opublikował zdjęcie, na którym zarówno on, jak i Marine Le Pen wykonują gest OK[30][31]. Marine Le Pen odniosła się do sytuacji, mówiąc:

Zrobiłam sobie z nim selfie na jego prośbę, pokazując gest, który dla mnie znaczy „OK”. Później powiedziano mi, że może mieć on alternatywne znaczenie. Gdy tylko dowiedziałam się o tym, natychmiast poprosiłam o usunięcie zdjęcia z konta na Facebooku. Nigdy nie słyszałam o drugim znaczeniu tego trywialnego gestu.

 Ruuben Kaalep się nie odniósł do sytuacji. Sam gest powszechnie uznawany za symbol dobra, przez niektórych jest odczytywany jako symbol białej supremacji, czyli przekonania, że biali ludzie są lepsi od innych ras i w związku z czym powinni nad nimi dominować.
- 17 maja 2019 minister finansów, Martin Helme w wywiadzie dla „Financial Times” powiedział, że zarówno on, jak i jego partia sprzeciwia się dalszej integracji z Unią Europejską i jest przeciwny dalszemu uczestnictwu Estonii w strefie euro[37].
- 20 maja 2019 w wywiadzie dla estońskiej telewizji publicznej Prezydent Estonii, Kersti Kaljulaid stwierdziła, że nie wierzy w to, iż obecna koalicja nie grozi obranego przez Estonię kursu w polityce międzynarodowej[38].
- 20 lipca 2019 szef MSW, Mart Helme wezwał Prezydent Estonii, Kersti Kaljulaid do ustąpienia z urzędu po jej wywiadzie dla Foreign Policy, w którym stwierdziła, że nienawidzi polityków EKRE za ich zachowanie. Ponadto określiła działania Estońskiej Konserwatywnej Partii Ludowej jako mizoginiczne, antysemickie, homofobiczne czy rasistowskie[39].